# Kevadiya
Kevadiya é uma vila no distrito de Narmada, no estado indiano de Gujarat.

## Demografia
Segundo o censo de 2001, Kevadiya tinha uma população de 12 705 habitantes. Os indivíduos do sexo masculino constituem 53% da população e os do sexo feminino 47%. Kevadiya tem uma taxa de literacia de 80%, superior à média nacional de 59,5%: a literacia no sexo masculino é de 85% e no sexo feminino é de 75%. Em Kevadiya, 11% da população está abaixo dos 6 anos de idade.